# 右繞
右繞（うにょう、右遶とも、梵：pradakṣiṇa, प्रदक्षिण,  or Parikrama, परिक्रम、巴：paddakkhiṇa）とは、古代インドを起源とする敬意の表明や崇拝のやり方である。
敬意の対象を中央にし、周りを時計回りに巡る事を特徴とする。常に右肩を中央に向けることが基本となる。

## 一例

右繞の例
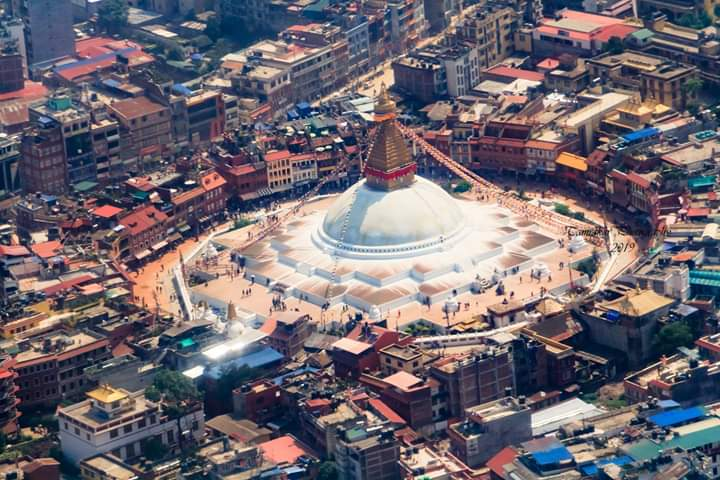
チベット仏教のストゥーパ、ボダナートの遠景。まわりを人々が右繞している。（カトマンズ）
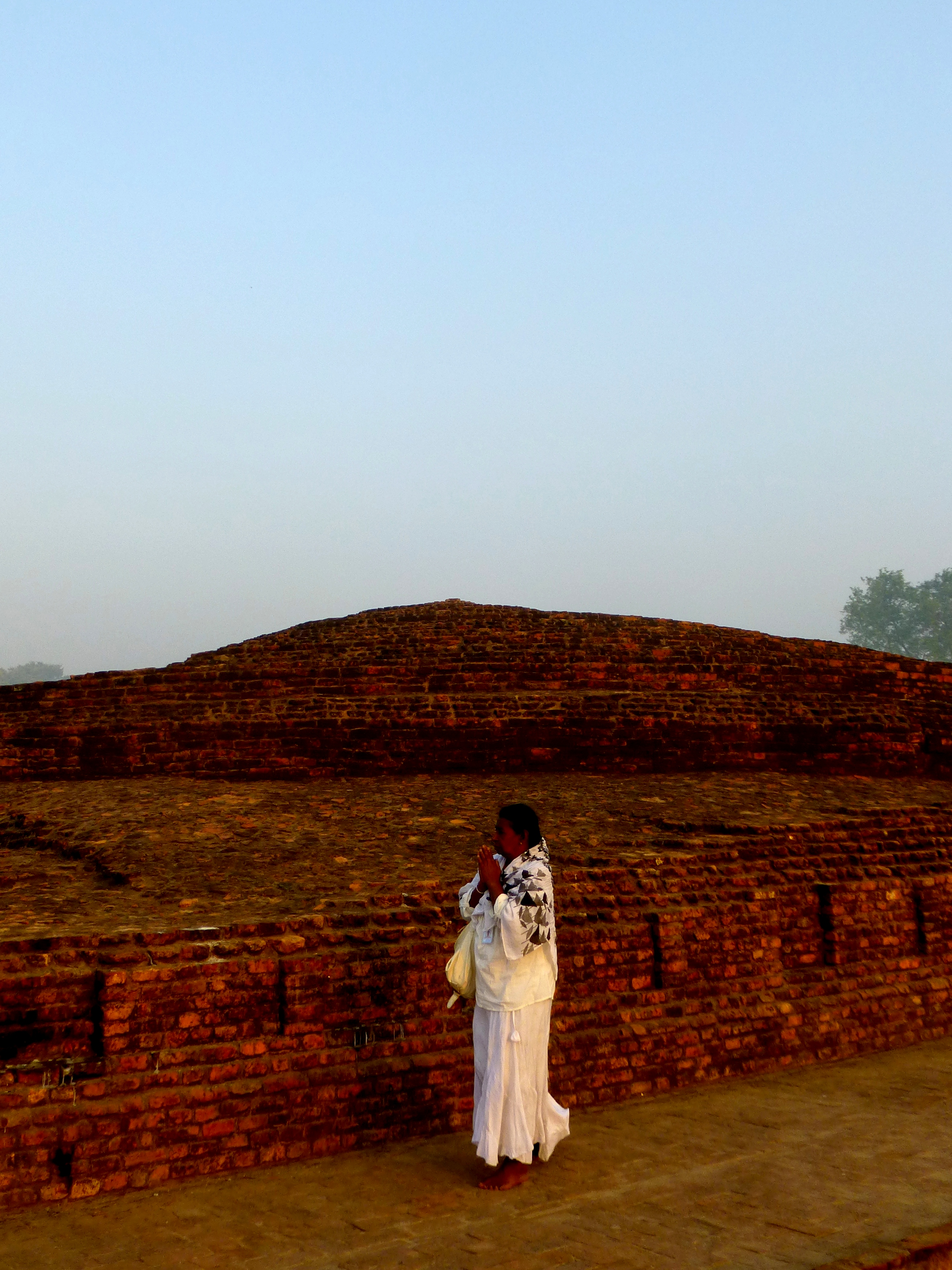
遺跡のストゥーパの右繞（ピプラーワー、インド）
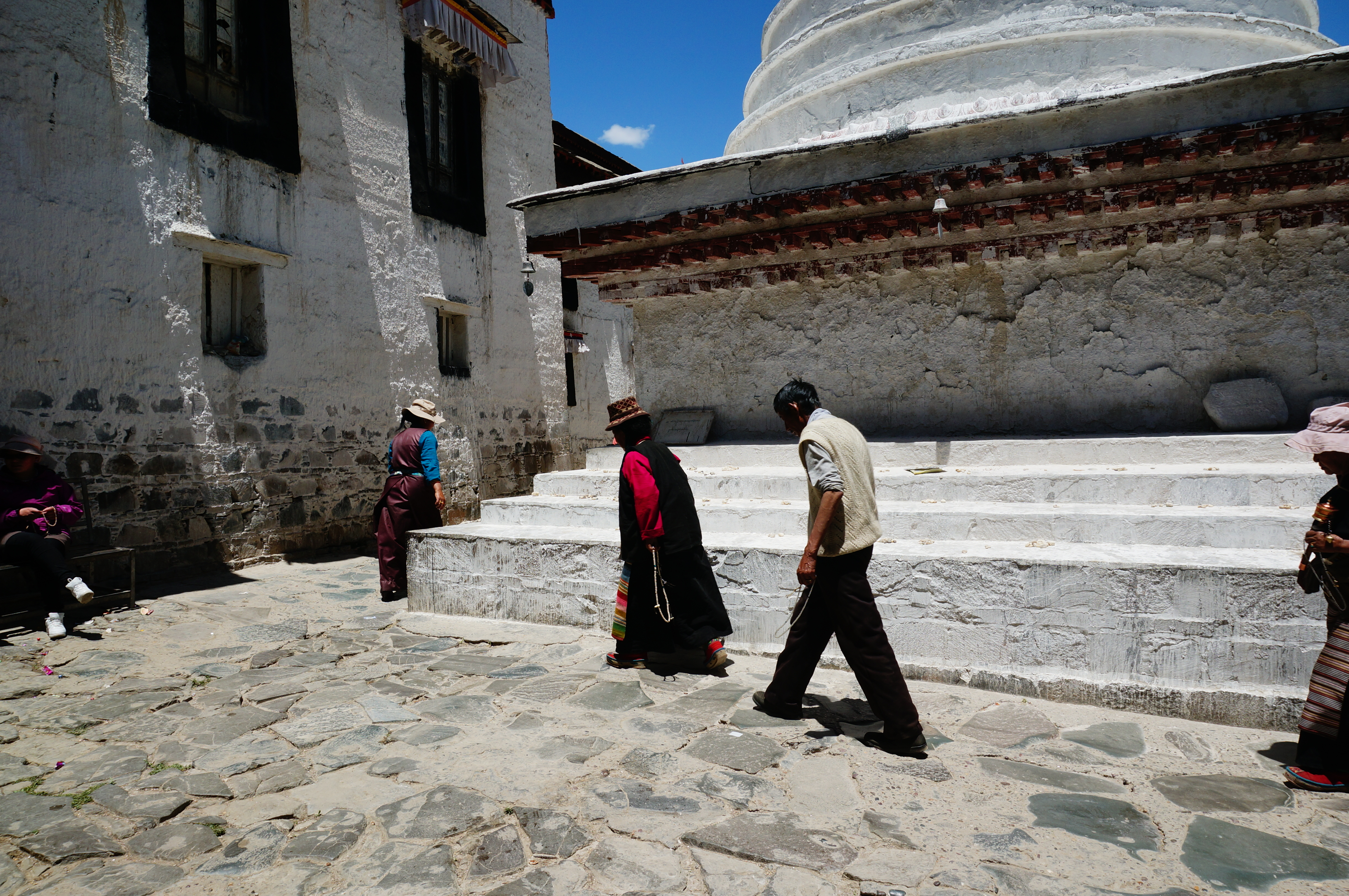
チベット仏教の寺での右繞（タシルンポ寺院 （英語版） （扎什倫布寺) 、 Shigatse, Tibet, 中国）
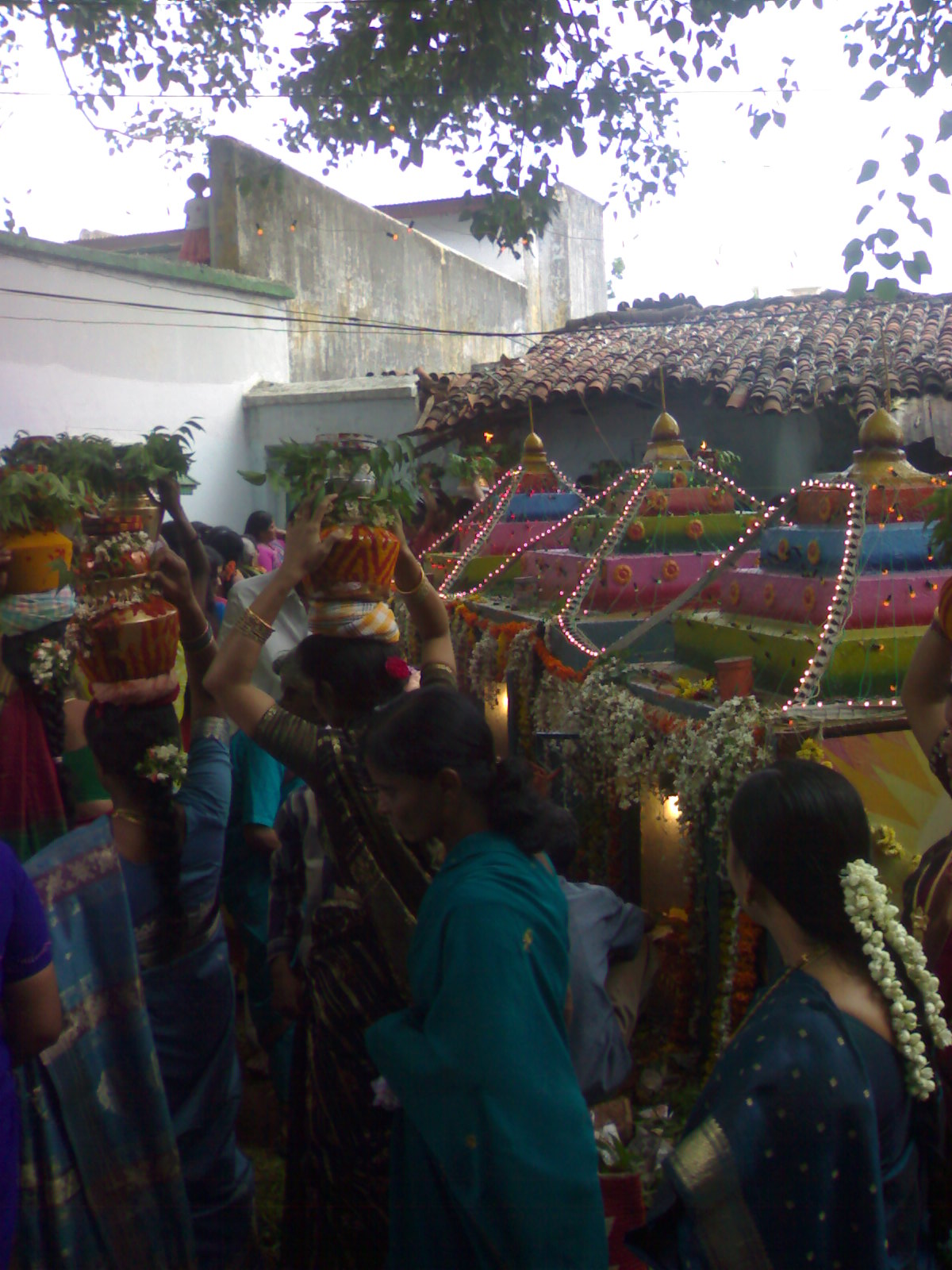
寺院のまわりを右繞している女性たち

インドにおいては、ヒンドゥー教やジャイナ教に受け継がれ、広く行われている。また、仏教と共に広くアジアに伝わり、日本でも仏教儀礼の中で行われている例がある。
　
右繞する時の道筋を遶道 (繞道とも) と言う。古代インドの寺院（チャイティヤ）や塔（ストゥーパ）などの敬意を表すべき建築物には周囲に通路が設けられ、遶道として使われた。敬意の対象が、山や寺院群や街のような広大なものである場合、遶道は長大となり、数十kmに及ぶ例がある。

## 古代インド
古代インドでは、ヴェーダ学生は聖火を右回りしていた。また、右脇を貴人に向けてその周りを三度まわって敬意を表したり、軍隊が凱旋したときに城壁を三度回ってから城内に入ったりしていた。右繞は、ヒンドゥー教に受け継がれ、仏教やジャイナ教にも取り入れられた。

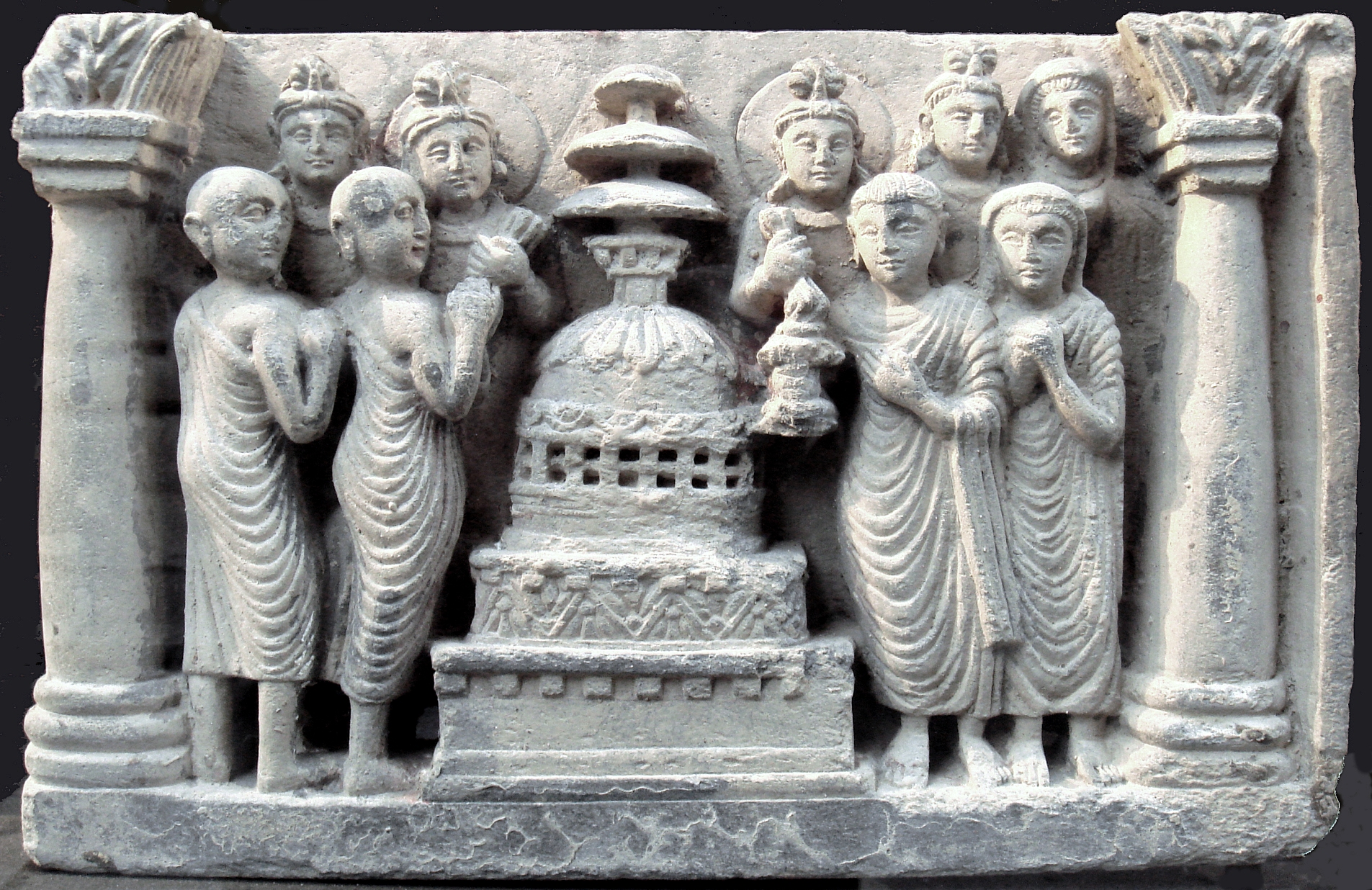
浮彫に残る仏教の右繞。向かって左側の比丘は奥へ、向かって右側の在家信者は手前に向かい、右回りに中央のストゥーパを巡っている。

## 仏教
仏教経典においても、しばしば尊敬すべき方に面会した人や天が、敬意のしるしとして右繞する。パーリ仏典や、大般若波羅蜜多経、妙法蓮華経、無量寿経などに例がある。特に、「右繞を三回行うこと」を漢文では、右繞三匝（うにょうさんそう）と表現する。
‘‘Atha kho so, bhikkhave, mahābrahmā <中略> vipassiṃ bhagavantaṃ arahantaṃ sammāsambuddhaṃ abhivādetvā padakkhiṇaṃ katvā tattheva antaradhāyi.

　そこで、比丘たちよ、あの大梵天は＜中略＞阿羅漢であり正等覚者であるヴィパッシー世尊を礼拝し、右繞して、その場で消え去った。（『パーリ仏典　経蔵　長部　大篇』、大譬喩経）
是諸菩薩從地出已。＜中略＞及至諸寶樹下師子座上佛所。亦皆作禮右繞三匝合掌恭敬。
　是の諸もろの菩薩、地より出で已りて、＜中略＞及び諸もろの宝樹の下の、師子の座の上の仏の所に至りて、亦た皆な礼を作して、右に繞ること三匝して合掌恭敬し・・・

（『妙法蓮華経』、「従地涌出品」）
　寺院やストゥーパ等の仏教建築には、右繞のための道（遶道）が設けられる例がある。独立したストゥーパの周りに段を設け欄盾で囲んだ遶道や、石窟寺院や独立寺院のチャイティヤにストゥーパを中心にした半円形の後陣を設け遶道の一部とした例がある。　

遶道の例
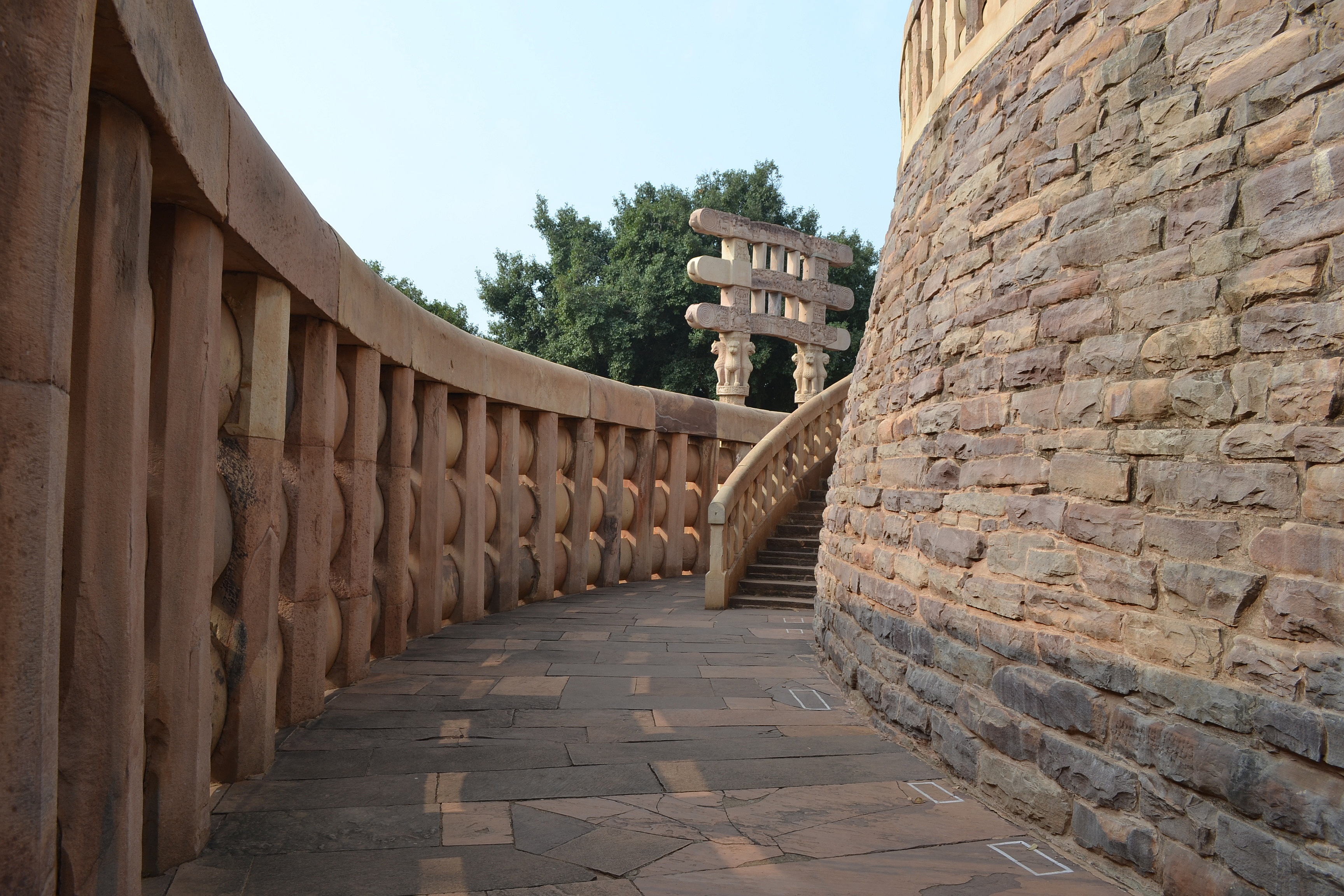
進行方向に見た、ストゥーパを巡る下段の遶道。欄盾（Vehdika,玉垣）の内側が遶道。階段の上には、もう一つ遶道が設けられている。 (サーンチー第一ストゥーパ、紀元前後、20世紀の復元)
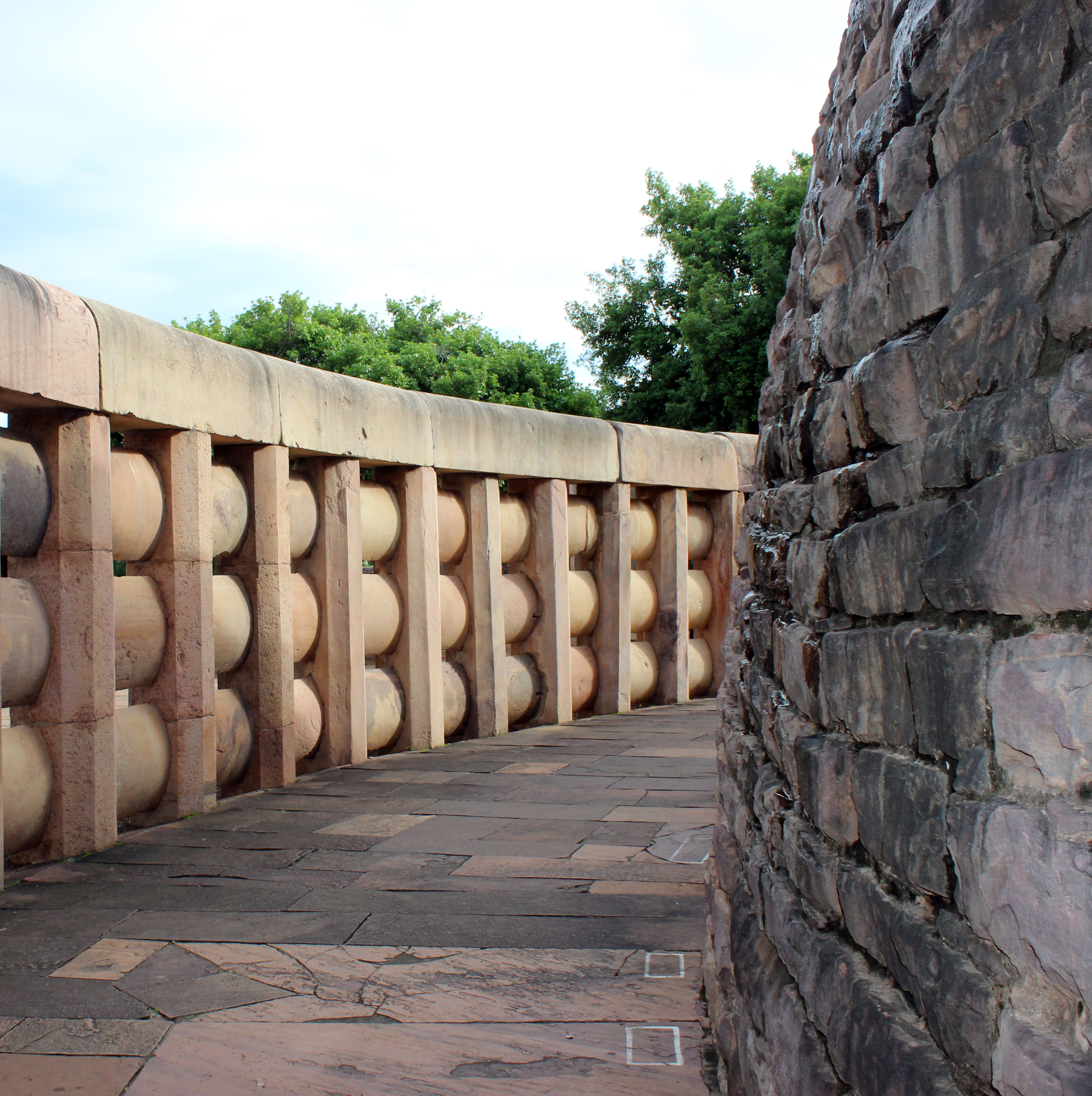
進行方向に見た、サーンチー第一ストゥーパの上段の遶道。
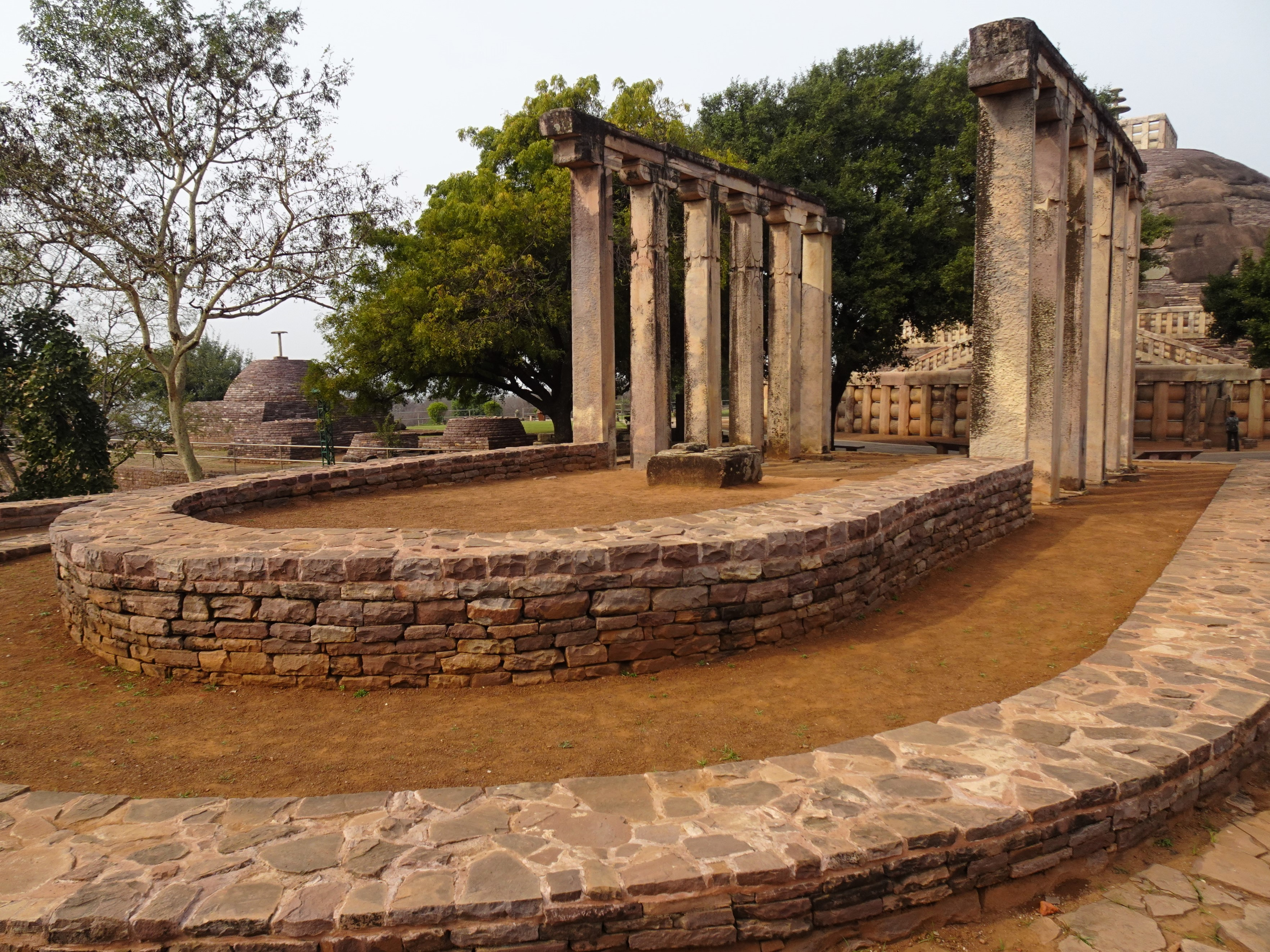
チャイティヤホールの礎石遺跡を後方から見る。半円形の後陣の外側は、中心にあったと推定されるストゥーパを巡る遶道の一部となる。 (サーンチーの寺院 第18番、紀元７世紀頃）
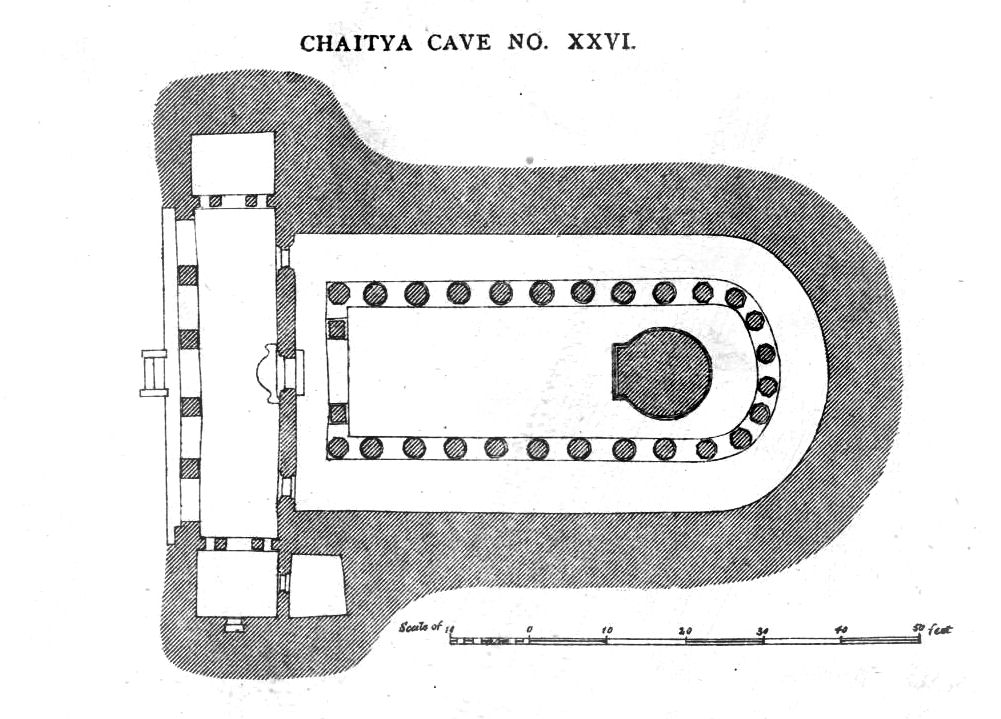
チャイティヤ（英語版）の平面図の例。左が入り口、右の半円の中心にストゥーパ、柱の列の外側に遶道がある。（アジャンター石窟群、第26窟、５世紀後半から６世紀頃）
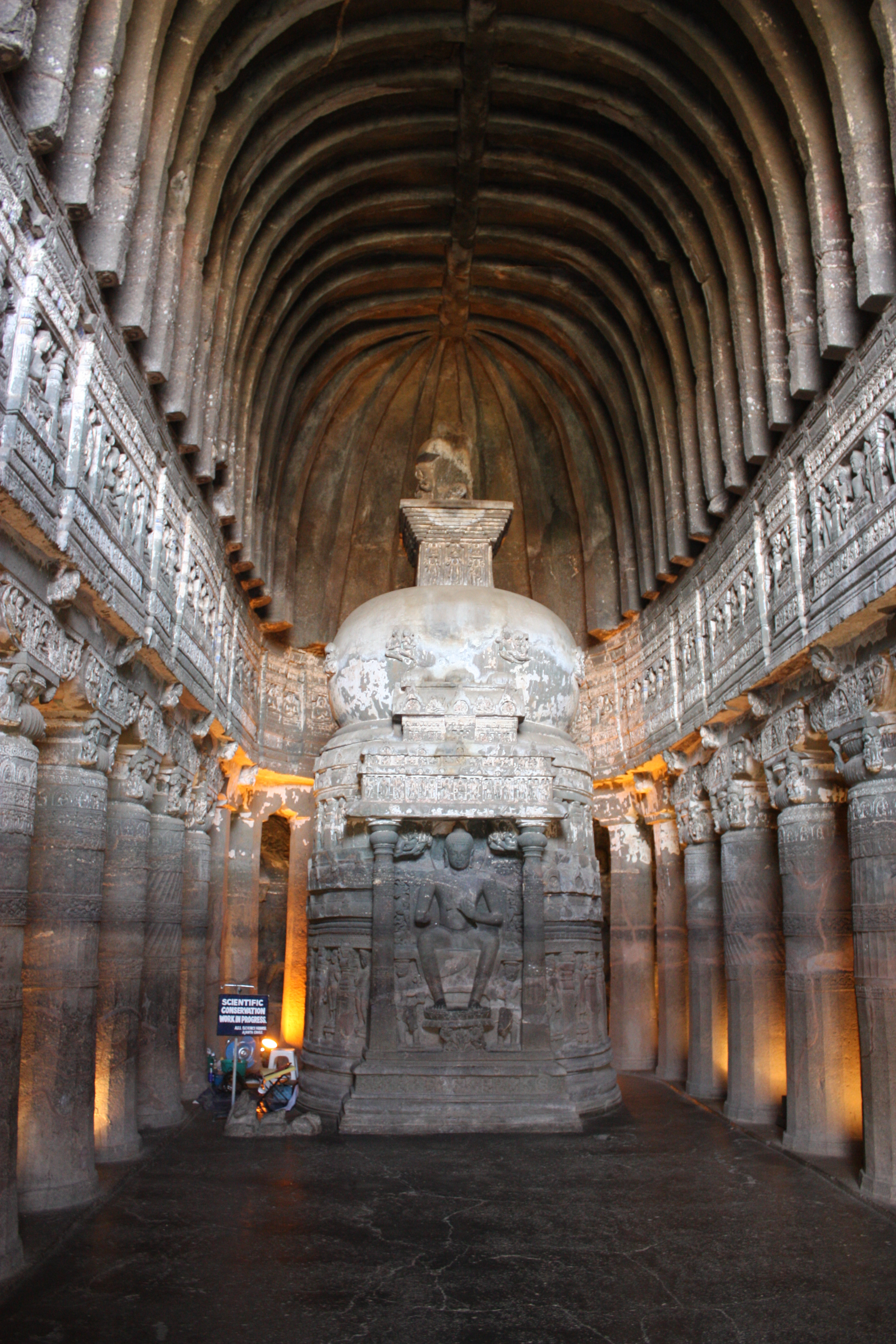
アジャンター第26窟の入り口から見たストゥーパ（仏像の背後）。柱の列の外側が遶道となる。
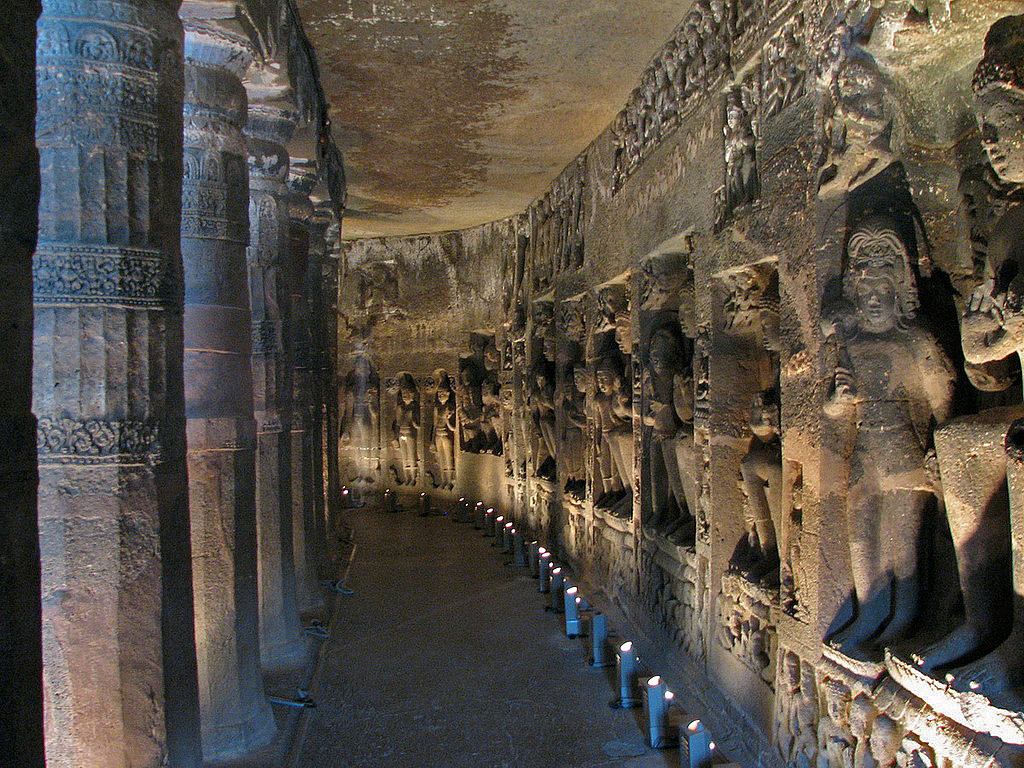
進行方向に対し後ろ向きに見た、アジャンター第26窟の遶道。

今日の日本の仏教でも、法要に際して仏堂や仏像のまわりを僧侶が列をなして読経しながらの右繞や、葬儀に際して棺のまわりを三回まわる右繞が行われることがある。ただし、葬儀に際しては逆に棺を左まわりに三回まわすことも行われた。。

### 左右の混乱
インド発祥の仏教が、中国を経て日本に入る過程で、敬意を表する際に回る左右の向きについて　混乱があった様子がうかがわれる。　その理由として、
- 敬意の対象に対面した状態から右回りする際に自分は左に向かうことになること[14]、
- 古代の中国で盛んだった北辰信仰の影響を受ける際に、北面する臣下の視点では天空は左回りであること[16]、
- 中国では歴代王朝や、兵事かそれ以外かによって左右どちらを尊ぶかが変遷したこと[17]　[18]、
- 戒壇に上り授戒を受ける時の動作[14][19]や、座禅において警策を持って見回る巡香[20]など、左回りで行われる行事があること（これらの場合、中心に敬意の対象はない）

等が言われている。

## ヒンドゥー教
もちろん右繞は、ヴェーダの系譜につながるヒンドゥー教でも行われている。 通常、ヒンドゥー教では、右繞はプージャ(伝統的な礼拝) の終了後、神に敬意を表した後に行われる。右繞はディヤーナ（禅定） とともに行われるべきだとされている。

ヒンドゥー教での右繞は、崇拝に不可欠な部分であり、祈りの象徴として、寺院の神々・神聖な川や丘・時には複数の寺院のまわりで行われる。 ヒンドゥー教の寺院建築には、さまざまな遶道が含まれている。本尊を囲んだり、より広く同心円状に広がったものが多いが、非同心状の遶道もしばしばある。右繞は神聖な菩提樹、トゥルシ(インドのバジル植物)、アグニ(聖なる火)の周りでも行われる。 特にアグニの右繞は、ヒンドゥー教の結婚式で行われるサプタパディという儀式の中で七回行われる。

ヒンドゥー教での右繞の例
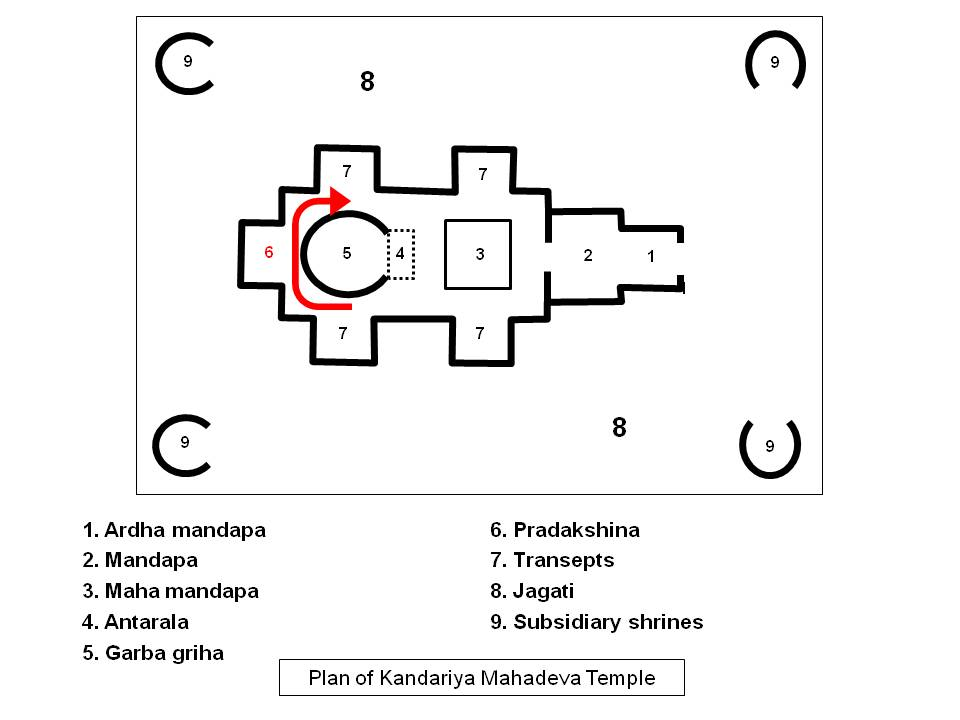
ヒンドゥー寺院での右繞の例。この図は上から間取りを見ており、参拝者は、図の右の１,2,3の柱廊から寺院に入る。５が神が宿る場所（Garba griha、内陣に当たる）であり、右繞はこの周りで行われる。（カンダリヤ・マハーデーヴァ寺院）
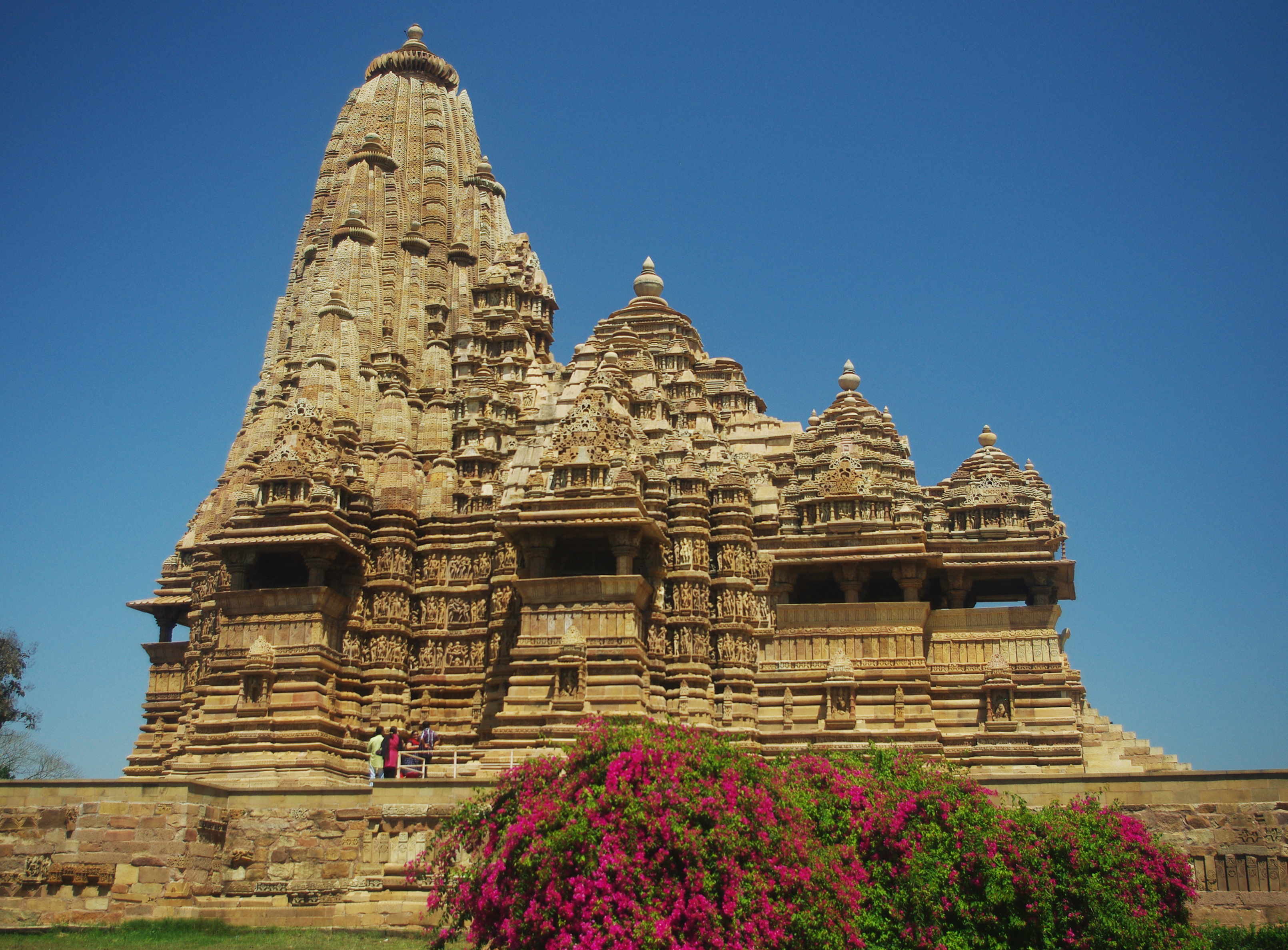
カンダリヤ・マハーデーヴァ寺院の側面視。
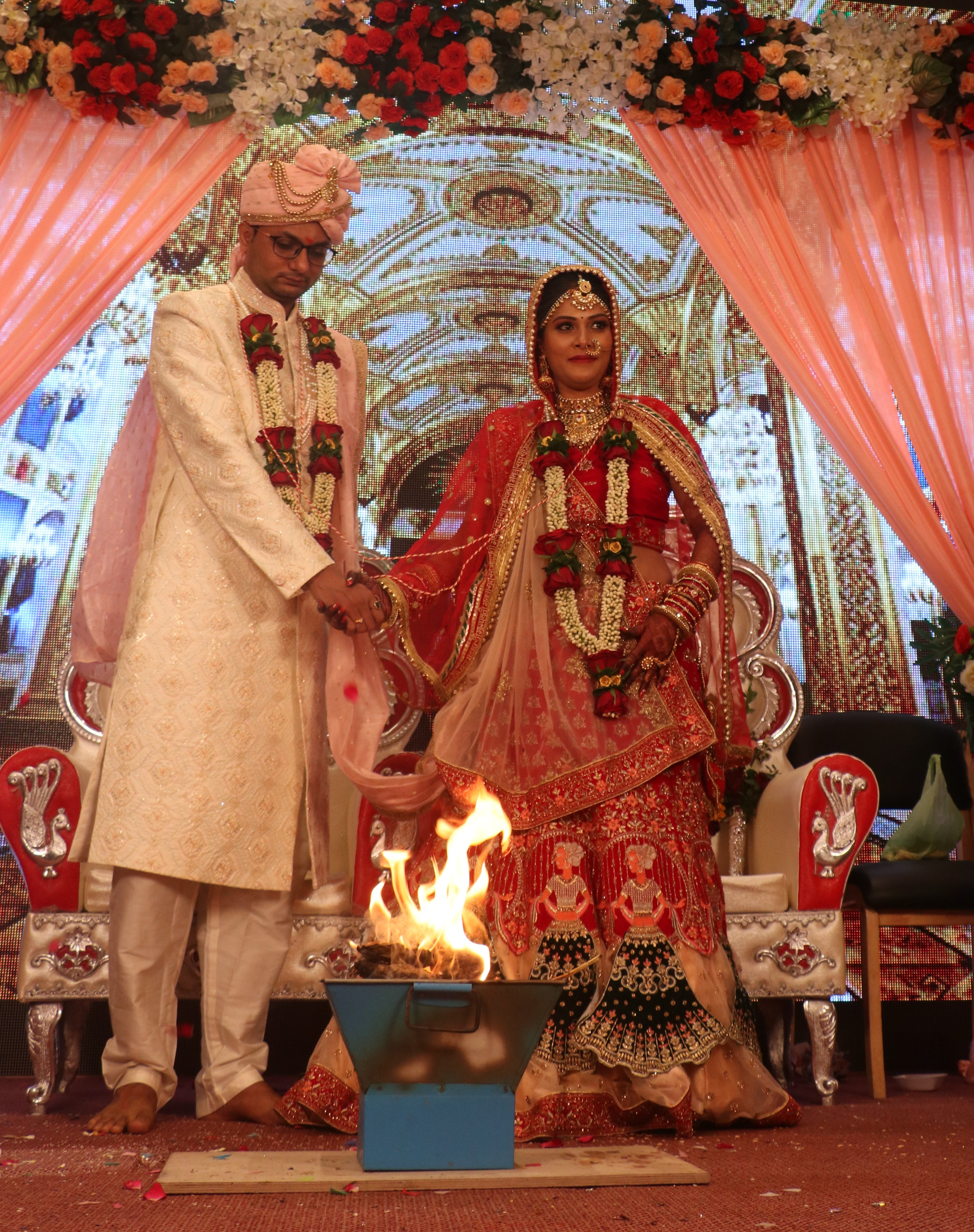
ヒンドゥー教の結婚式で行われる誓いの儀式　サプタパディ（英語版）において花婿と花嫁は、7回に分けて（または7周) アグニ (聖火) のまわりを右遶する。

## 長大な遶道
遶道のうちには、村や町や都市全体を覆う長大なものがある。たとえば、ヒンドゥー教の聖地ヴァーラーナシーの主な遶道は同心円状に五重となっており、大きなものは半径がおよそ15km(5クローシャ)以上になる。

　最も過激な遶道は、チベットの神聖なカイラス山のまわりにあり、標高は4,600mから5,500mにわたる長さ約52kmの山道である。仏教徒の中にはこの遶道を数週間かけて一歩ごとに五体投地してまわる巡礼者も少数ながらいる。ヒンドゥー教徒やジャイナ教徒もこの遶道を右に回るが、ボン教徒は、左に回る。

カイラス山の遶道
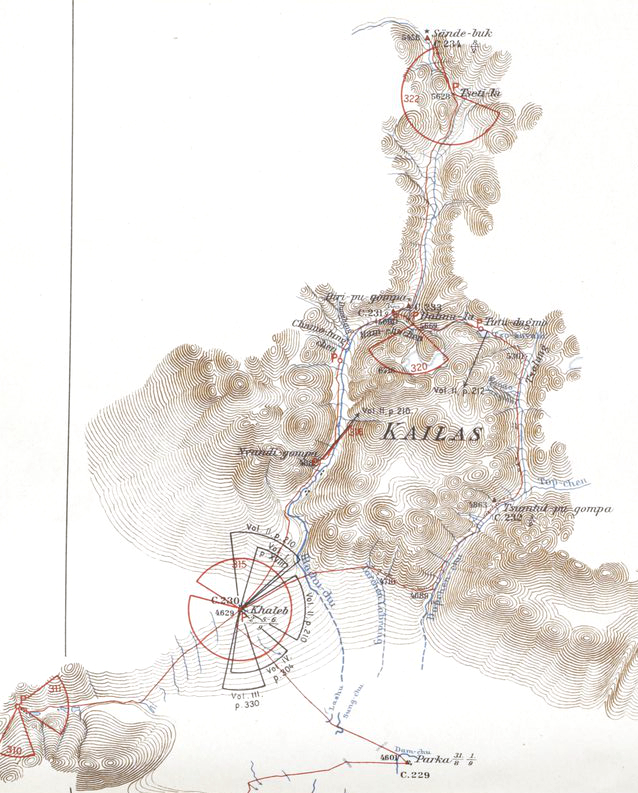
カイラス山を巡る長大な遶道の地図。地図上で"KAILAS"の文字の周りの巡回路が遶道。 (1907年)
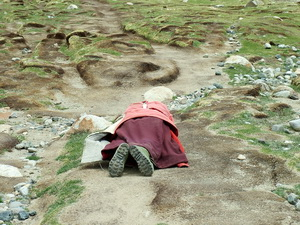
チベットの女性が、五体投地しながらカイラス山を巡る姿。 (2006年)